# وينثروب جونز
وينثروب جونز (بالإنجليزية: Winthrop Jones)‏ هو مهندس معماري أمريكي، ولد في 1917، وتوفي في 1999.